# Hor III
Hor III (fl. XVII secolo a.C.) è il nome con cui è conosciuto un sovrano dell'antico Egitto inserito nella XIII dinastia egizia.

## Biografia
Citato solamente dal Canone Reale regnò, come gli altri sovrani coevi della XIII dinastia, solamente su parte dell'Alto Egitto. Durante questa fase storica il Medio e Basso Egitto erano controllati da sovrani di origine semita detti hyksos (capi di un paese straniero).
È stato ipotizzato che anche coloro che governarono la regione tebana, come Hor II, fossero vassalli dei sovrani hyksos anche se mancano prove certe di tale fatto.

## Liste Reali
| N5 | HASH | w | D58 | n | N5 |

| N5 | HASH | w | D58 | n | N5 |

| N5 | HASH | w | D58 | n | N5 |

| N5 | HASH | w | D58 | n | N5 |

| N5 | HASH | w | D58 | n | N5 |

| N5 | HASH | w | D58 | n | N5 |

| N5 | HASH | w | D58 | n | N5 |

| N5 | HASH | w | D58 | n | N5 |

Come in altri casi, di sovrani attribuiti a questa dinastia, l'estensore del Canone Reale ha riportato dopo il nome ufficiale, inscritto nel cartiglio, un altro nome, o epiteto.
|       |
| \| \| |
|       |
| Hr    |

| Hr |

|       |
| \| \| |
|       |
| Hr    |

| Hr |

hr - Horo

Curiosa è anche la ripetizione del glifo
|       |
| \| \| |
|       |
| N5    |

| N5 |

|       |
| \| \| |
|       |
| N5    |

| N5 |

rˁ - Ra
in quanto tale glifo era scritto all'inizio dei nomi, per motivi di rispetto, anche se il termine compariva al fondo del nome stesso.

## Cronologia
| Periodo                    | Dinastia | periodo di regno                             |
| Secondo periodo intermedio | XIII     | tra il 1660 a.C. ed il 1630 a.C. (± 50 anni) |

| predecessore: Ibi II | Signore del Basso e dell'Alto Egitto | successore: Se..kara |

| Dinastie contemporanee | Capitale |
| XIV                    | varie    |
| XV                     | Avaris   |
| XVI                    | varie    |